# Agni Izimmer
Pour les articles homonymes, voir Agni.
 (décembre 2015).
Agni Izimmer (en tamazight ⴰⴳⵏⵉ ⵉⵣⵉⵎⴻⵔ) est un village berbère de l'Anti-Atlas, au Sud du Maroc, situé à environ 65 kilomètres de Tiznit. Il appartient à la commune rurale Tafraout, et regroupe lui-même deux villages : Id ben Saleh et Agni Izimmer.
Au départ de la ville d'Agadir et de Tiznit, plusieurs itinéraires sont possibles pour se rendre à Agni Izimmer. Il est possible de se rendre à Agadir Izri à partir de nimero n d'lhaj (près de l'hôtel Kerdous) en passant soit par Tlata Ndadagmar ou soit par Aît Wafka. En passant par Tlata Ndadagmar ou Ait Wafka pour se rendre à Agni Izimmer, on traverse souk lhad Anfg ainsi que Tajarmount, Ait Ouhmo et Akhatar pour arriver à Agadir Izri où se trouve douar Agni Izimmer. C'est dans le village d'Agni Izimmer que se trouve la tombe de cheikh Sidi Ali Ou Hmed, qui vécut dans la région au XVIIe siècle.

## Association du douar
L'association Agni Izimr pour le développement et la coopération, a été créée en 2013 et a pour objet de réaliser le développement local au Douar d'Agni izimr commune de Sidi ifni au Maroc, à travers la coopération et la solidarité, et la participation à des projets locaux, des programmes de rayonnement, de déployer les efforts nécessaires auprès des autorités responsables pour leur réalisation. L'association veillera également à établir des partenariats dans le cadre de la loi pour réaliser le développement local et environnemental.